# Victor Norén
 (mai 2023).
Si vous disposez d'ouvrages ou d'articles de référence ou si vous connaissez des sites web de qualité traitant du thème abordé ici, merci de compléter l'article en donnant les références utiles à sa vérifiabilité et en les liant à la section « Notes et références ».
Victor Norén, né le 19 septembre 1985 à Borlänge, est un chanteur et un acteur suédois.
C'est le cadet des trois frères Norén. Son frère Carl (1983-) joue dans le même groupe que lui tandis que son frère aîné Gustaf Norén (1981-) est le chanteur principal du groupe Mando Diao.
Victor est chanteur, compositeur et joue en dilettante de la guitare et de la basse dans son groupe Sugarplum Fairy.
À cause de sa ressemblance avec le jeune Mick Jagger, Victor Norén a joué son rôle dans le film allemand Das wilde Leben sorti en 2007 sur la vie d'Uschi Obermaier.